# 藍川さき
藍川 さき（あいかわ さき、11月25日 - ）は、日本の漫画家。静岡県出身。血液型B型。デビュー作は『甘い悪戯』。旧ペンネームは『姿月（しづき）さき』。

## 来歴・人物
2003年、『少女コミック』（小学館）にてデビュー。
以後、『Sho-Comi』を中心に執筆していたが、2011年に掲載された『ナイショノジカン』の連載を最後に、小学館を離籍することを発表。
離籍後、『月刊プリンセス』（秋田書店）2012年2月号に「今宵、君とキスの契りを」を発表。
同年、集英社『マーガレット』3・4合併号より「これが恋というならば」を連載した。
作風では、男性キャラよりも女性キャラを描く方が難しいと語っており、尊敬する漫画家には田島みみなどを挙げている。
一般に誰でも閲覧できる公式ブログ、「★〜Real Me〜★」とは別に、ファンレターを送った人にだけ閲覧することができる、「★〜Real Me〜★－こっそり生息中－」も運営している。

## 作品リスト
- 恋愛上々↑↑（2006年12月21日発売[8]、小学館、『少女コミック』2006年16号 - 18号、フラワーコミックス、ISBN 4-09-130744-2、全1巻）
  - 王子様のヒミツ
  - ラブ☆STAR
  - チュッとしてぷりーず!!
- シークレット・キス（2007年11月26日発売[9]、小学館、『少女コミック』2007年16号 - 18号、フラワーコミックス、ISBN 978-4-09-131358-4、全1巻）
  - 青い僕ら
  - キミ☆コイ
- オレ様王子（2008年4月25日発売[10]、小学館、『Sho-Comi』2008年2号 - 5号、フラワーコミックス、ISBN 978-4-09-131597-7、全1巻）
  - 恋してる…。
  - 恋せよ!!女のコ
- 委員長の秘メゴト（小学館、『Sho-Comi』2007年2月14日増刊号、8月15日増刊号、12月15日増刊号、2008年4月15日増刊号、2008年10号 - 15号、フラワーコミックス、全2巻）
  1. 2008年6月26日発売[11]、ISBN 978-4-09-131617-2
  2. 2008年9月26日発売[12]、ISBN 978-4-09-131856-5
- 僕から君が消えない（2008年 - 2009年、小学館、フラワーコミックス、全4巻）
  1. 2009年2月26日発売[13]、『Sho-Comi』2008年21号 - 2009年1号、ISBN 978-4-09-132305-7
  2. 2009年5月26日発売[14]、『Sho-Comi』2009年2号 - 8号、ISBN 978-4-09-132417-7
  3. 2009年8月26日発売[15]、『Sho-Comi』2009年9号 - 14号、『Sho-Comi』2009年6月15日増刊号、ISBN 978-4-09-132599-0
  4. 2009年11月26日発売[16]、『Sho-Comi』2009年15号 - 2009年20号、ISBN 978-4-09-132789-5
- 放課後、先生と恋に堕ちる（2010年5月26日発売[17]、小学館、フラワーコミックス、ISBN 978-4-09-133227-1）
  - 放課後、先生と恋に堕ちる
  - うるるでハニカミ
  - 恋華
  - 姫君革命
  - カレカノ志願
- 16LIFE（2009年 - 2010年、小学館、フラワーコミックス、全2巻）
  1. 2010年5月26日発売[18]、『Sho-Comi』2010年1号[19] - 、ISBN 978-4-09-133226-4
  2. 2010年7月26日発売[20]、『Sho-Comi』 - 2010年12号、ISBN 978-4-09-133329-2
- キミと恋の途中（2010年 - 2011年、小学館、フラワーコミックス、全3巻）
  1. 2010年11月26日発売[21]、『Sho-Comi』2010年16号[22] - 、ISBN 978-4-09-133525-8
  2. 2011年3月25日発売[23]、ISBN 978-4-09-133684-2
  3. 2011年5月26日発売[24]、『Sho-Comi』 - 2011年7号、ISBN 978-4-09-133845-7
    - きらめき☆ラッキーチャーム
    - キラキラ17
- ナイショノジカン（2011年、小学館、フラワーコミックス、全1巻）
- これが恋というならば（2012年、集英社、マーガレットコミックス、全2巻）
  1. 2012年5月25日発売[25]、『マーガレット』2012年3・4合併号[26] - 、ISBN 978-4-08-846775-7
  2. 2012年9月25日発売[27]、『マーガレット』 - 2012年17号、ISBN 978-4-08-846827-3
- 今宵、君とキスの契りを（2012年 - 2014年、秋田書店、プリンセスコミックス、全3巻）
  1. 2012年10月16日発売[28]、『月刊プリンセス』2012年2月号[4][29] - 、ISBN 978-4-253-19471-6
  2. 2013年7月16日発売[30]、ISBN 978-4-253-19472-3
  3. 2014年10月16日発売[31]、『月刊プリンセス』 - 2014年6月号[32]、ISBN 978-4-253-19473-0
- ケダモノ彼氏[33]（2012年 - 2016年、集英社、マーガレットコミックス、全13巻）
  1. 2013年3月25日発売[34]、『マーガレット』2012年23号[35] - 2013年6号、ISBN 978-4-08-845012-4
  2. 2013年7月25日発売[36]、『マーガレット』2013年7号 - 13号、ISBN 978-4-08-845069-8
    - いつも隣に君がいた[37]（『マーガレット』2012年18号別冊ふろく『それでも君が好き』）

  3. 2013年11月25日発売[38]、『マーガレット』2013年14号 - 19号[39]、ISBN 978-4-08-845124-4
    - 番外編（『マーガレット』2013年8号別冊ふろく「NEXT HIT STORY」、12号別冊ふろく「miniマーガレット」、『別冊マーガレット』2013年7月号別冊ふろく「別マTWO vol.12」）

  4. 2014年2月25日発売[40]、『マーガレット』2013年20号 - 2014年1号[41]、ISBN 978-4-08-845167-1
    - 番外編[42]（『マーガレット』2013年24号）

  5. 2014年5月23日発売[43]、『マーガレット』2014年2号 - 8号、ISBN 978-4-08-845207-4
    - 番外編（『ザ マーガレット』2014年4月号）

  6. 2014年9月25日発売[44]、『マーガレット』2014年9号 - 15号、ISBN 978-4-08-845263-0
  7. 2015年1月23日発売[45]、『マーガレット』2014年16号 - 22号、ISBN 978-4-08-845325-5
  8. 2015年4月24日発売[46]、『マーガレット』2014年23号 - 2015年5号[47]、ISBN 978-4-08-845376-7
    - 番外編 snow drop（『マーガレット』2015年3・4合併号別冊ふろく「miniマーガレット」）

  9. 2015年7月24日発売[48]、『マーガレット』2015年6号 - 10号、ISBN 978-4-08-845412-2
    - 番外編[49]（『ザ マーガレット』2015年4月号）

  10. 2015年10月23日発売[50]、『マーガレット』2015年11号[51] - 16号、ISBN 978-4-08-845460-3
  11. 2016年1月25日発売[52]、『マーガレット』2015年17号 - 22号、ISBN 978-4-08-845508-2
  12. 2016年4月25日発売[53]、『マーガレット』2015年23号 - 2016年5号、ISBN 978-4-08-845550-1
  13. 2016年7月25日発売[54]、『マーガレット』2016年6号[55] - 11号[56]、ISBN 978-4-08-845603-4
- 迷宮ロマンチカ（2014年 - 2016年、秋田書店、プリンセスコミックス、全3巻)
  1. 2015年6月16日発売[57]、『月刊プリンセス』2014年9月号[58]、11月号、2015年1月号、3月号、5月号、ISBN 978-4-253-27155-4
  2. 2016年5月16日発売[59][60]、『月刊プリンセス』2015年7月号、9月号、11月号、2016年1月号、3月号、ISBN 978-4-253-27156-1
  3. 2017年2月16日発売[61]、『月刊プリンセス』2016年5月号、7月号、9月号、11月号、2017年1月号[62]、ISBN 978-4-253-27157-8
- 矢神くんは、今日もイジワル。[63]（集英社、2016年 - 2019年、マーガレットコミックス、全11巻）
  1. 2016年10月25日発売[64][65]、『マーガレット』2016年17号[66] - 21号、ISBN 978-4-08-845650-8
  2. 2017年2月24日発売[67]、『マーガレット』2016年22号 - 23号、2017年1号 - 5号、ISBN 978-4-08-845716-1
  3. 2017年6月23日発売[68]、『マーガレット』2017年6号 - 12号、ISBN 978-4-08-845760-4
  4. 2017年10月25日発売[69]、『マーガレット』2017年14号 - 19号、ISBN 978-4-08-845836-6
  5. 2018年1月25日発売[70]、『マーガレット』2017年20号 - 24号、2018年2号、ISBN 978-4-08-845878-6
  6. 2018年4月25日発売[71]、『マーガレット』2018年3･4合併号 - 9号、ISBN 978-4-08-844022-4
  7. 2018年8月24日発売[72]、『マーガレット』2018年10号 - 11号、13号 - 16号、ISBN 978-4-08-844081-1
  8. 2018年11月22日発売[73]、『マーガレット』2018年17号 - 22号、ISBN 978-4-08-844119-1
  9. 2019年2月25日発売[74]、『マーガレット』2018年24号 - 2019年5号、ISBN 978-4-08-844168-9
    - 矢神くんは、今日もイジワル。番外編〜Side隼人〜[75]（『マーガレット』2019年5号）

  10. 2019年6月25日発売[76]、『マーガレット』2019年6号 - 12号、ISBN 978-4-08-844208-2
  11. 2019年10月25日発売[77]、『マーガレット』2019年13号 - 14号、16号 - 19号[78]、ISBN 978-4-08-844254-9
    - 特別ショート（描きおろし）
- 月影モラトリアム（秋田書店、2017年 - 2019年、全3巻）
  1. 2018年3月16日発売[79][80]、『月刊プリンセス』2017年6月号[81]、8月号、10月号、12月号、2018年2月号、ISBN 978-4-253-27166-0
  2. 2018年11月22日発売[82]、『月刊プリンセス』2018年4月号、6月号、8月号、10月号、12月号、ISBN 978-4-253-27167-7
  3. 2020年1月16日発売[83]、『月刊プリンセス』2019年4月号、6月号、8月号、10月号、12月号[84]、ISBN 978-4-253-27168-4
- 黒婚-ブラマリ-（『マーガレット』2020年7号[85][86] - 2023年7号[87][88]、既刊9巻）
  1. 2020年7月22日発売[89][90]、『マーガレット』2020年7号[85][86] - 12号、ISBN 978-4-08-844360-7
    - 明莉の巣ごもり生活のとある1日[91]（描きおろし）

  2. 2020年10月23日発売[92]、『マーガレット』2020年13号 - 18号、ISBN 978-4-08-844380-5
    - 特別オマケまんが（描きおろし）

  3. 2021年2月25日発売[93]、『マーガレット』2020年20号 - 21号、23号 - 2021年2号、ISBN 978-4-08-844436-9
    - 黒婚-ブラマリ- SP番外編（『マーガレット』2021年5号別冊ふろく『プレマ!〜PREMIUM MARGARET〜』）

  4. 2021年5月25日発売[94]、『マーガレット』2021年3・4合併号 - 5号、7号 - 10・11合併号、ISBN 978-4-08-844447-5
  5. 2021年9月24日発売[95]、『マーガレット』2021年12号 - 17号、ISBN 978-4-08-844555-7
    - 特別オマケまんが（描きおろし）

  6. 2021年12月24日発売[96]、『マーガレット』2021年19号 - 24号、ISBN 978-4-08-844583-0
    - 特別オマケまんが（描きおろし）

  7. 2022年4月25日発売[97]、『マーガレット』2022年2号 - 8号、ISBN 978-4-08-844593-9
    - 特別オマケまんが（描きおろし）

  8. 2022年8月25日発売[98]、『マーガレット』2022年10・11合併号 - 16号、ISBN 978-4-08-844673-8
    - 特別オマケまんが（描きおろし）

  9. 2022年12月23日発売[99]、『マーガレット』2022年18号 - 23号、ISBN 978-4-08-844718-6
  10. 2023年4月25日発売[100]、『マーガレット』2023年1号 - 7号、ISBN 978-4-08-844767-4
- 二度目の恋は、早水くんと（『マーガレット』2023年13号[101] - 2024年23号[102]、全5巻）
  1. 2023年10月25日発売[103][104]、ISBN 978-4-08-844842-8
  2. 2024年1月25日発売[105]、ISBN 978-4-08-844862-6
  3. 2024年6月25日発売[106]、ISBN 978-4-08-844884-8
  4. 2024年10月24日発売[107]、ISBN 978-4-08-843066-9
  5. 2025年2月25日発売[108]、ISBN 978-4-08-843105-5

### アンソロジー
- だめ いじわるH（2004年12月20日発売、小学館、フラワーコミックス、ISBN 4-09-135462-9）
- 本能〜もっと乱れたい（2005年12月20日発売[109]、小学館、フラワーコミックス、ISBN 4-09-130286-6）
  - スキがとまらないッ!
- 恋するハニカミ!（2006年7月発行、小学館、フラワーコミックス、ISBN 4-09-130638-1）
  - 恋せよ!!女のコ
- 先生〜これが、恋ですか?〜（2009年7月24日発売[110]、小学館、フラワーコミックス、ISBN 978-4-09-132696-6）
  - いきなり王子サマ!!
- 放課後、制服を脱いで。（2010年4月26日発売[111]、小学館、フラワーコミックス、ISBN 978-4-09-133276-9）
  - 委員長の秘メゴト
- 女装男子はいかがですか?（2011年7月26日発売[112]、小学館、フラワーコミックス、ISBN 978-4-09-134078-8）
  - 姫君革命
- 弱虫ペダル公式アンソロジー 放課後ペダル1〜5

### 単行本未収録作品
- 甘い悪戯[2]（小学館、『少女コミック』2003年12月15日増刊号、デビュー作（「姿月（しづき）さき」名義））
- 君じゃなきゃダメ（小学館、『少女コミック』2004年4月15日増刊号、（「姿月（しづき）さき」名義））
- 未熟なヴィーナス（小学館、『少女コミック』2004年13号）
- 男の子の条件
- 恋姫とW王子
- コス★パラ
- ずっとずっときみのコトばかり
- 片恋エゴイスト
- センチメンタル・ハニー
- ぜんぶ、君のモノ。
- ふりむいてほしいの。
- まいどメイドMODE

## 外部サイト
- 藍川さき オフィシャルサイト